# РК Извиђач
РК Извиђач је рукометни клуб из Љубушког, Босна и Херцеговина. Клуб је основан 1956. године, а тренутно се такмичи у Премијер лиги БиХ и регионалној СЕХА лиги.
Домаће утакмице игра у Спортској дворани Љубушки, капацитета 4.000 места.

## Историја
Клуб је основан 1956. под називом ОРК Партизан, а већ 1963. мења га у ОРК Извиђач. Прво првенство у којем се клуб такмичио је била Херцеговачко-далматинска лига, на простору Херцеговине и јужне Далмације. Наредних година клуб се такмичио у Херцеговачкој и Босанско-херцеговачкој лиги. Клуб 1970-их упада у кризу и чак престаје са такмичењем, али се убрзо опоравио и 1986. стигао до јединствене лиге Босне и Херцеговине, где се такмичио до рата.
Због ратних дешавања клуб 90-их престаје са радом, а након престанка ратних опасности обнавља се 1994. године. Клуб је у наредним годинама освојио све купове и првенства Херцег-Босне, осим првог послератног. Велики проблем Љубушког спорта био је недостатак спортске дворане и тек након што је Извиђач 1998. стекао право да учествује у једном европском такмичењу (Купу градова) почето је са градњом, а она је свечано отворена 10. октобра 1998. управо првом европском утакмицом Извиђача против Ловћена.
1999. осваја Куп БиХ, а 2000. Извиђач је постао и првак БиХ, у конкуренцији клубова из сва три рукометна савеза БиХ. У сезони 2000/01. није одиграно првенство БиХ, јер три савеза нису успела да се договоре око структуре такмичења. Већ у сезони 2001/02. освајају дуплу круну, првенство и куп, по први пут у историји клуба. Клуб сезону 2002/03. завршава на другом месту иза Босне, али је та сезоне остала упамћена по сусрету са Барселоном у 3. колу ЕХФ купа, где је ипак поражена у оба меча. Следеће сезоне 2003/04. Извиђач по трећи пут постаје првак БиХ, док у ЕХФ купу стиже до 2. кола, када је поражен од немачког Кила.
Извиђач у сезони 2004/05. по први пут у историји је заиграо у Лиги шампиона, прво је у квалифиацијама победио грчки Панелиниос, док је у групи заузео солидно 3. место и чак са истим бројем бодова као другопласирани Колдинг. Након испадања из Лиге шампиона клуб је такмичење наставио у Купу победника купова, где постиже огроман успех и стиже до полуфинала, где је ипак поражен од шпанског клуба Адемар Леон, који је на крају у финалу и освојио Куп победника купова. Коначно клуб након одличне европске сезоне, исте сезоне осваја четврту титулу првака БиХ. У сезони 2005/06. поново стиже до групне фазе Лиге шампиона, али овај пут клуб завршава као последњи у групи.
Извиђач ће у сезони 2011/12. играти у регионалној СЕХА лиги, а право на учешће је стекао као трећепласирани у првенству БиХ.

## Успеси
- Првенство Босне и Херцеговине:
  - Првак (4): 2000, 2002, 2004, 2005.
- Куп Босне и Херцеговине:
  - Освајач (2): 1999, 2002.
- Прваци Херцег-Босне: 8 пута
- Освајач Купа Херцег-Босне: 9 пута

### Међународни
- ЕХФ Лига шампиона:
  - Групна фаза (2): 2004/05, 2005/06.
- Куп победника купова:
  - Полуфинале (1): 2004/05.